# 江戸川区立篠崎第三小学校
江戸川区立篠崎第三小学校（えどがわくりつ しのざきだいさんしょうがっこう）は、東京都江戸川区東篠崎一丁目にある公立の小学校。通称「篠三小」。

## 沿革
- 1970年 - 江戸川区立篠崎小学校の分校として開校
- 1972年 - 校歌の制定。小林純一作詞・中田喜直作曲
- 2017年 - 新校舎改築完了。新校舎にて授業開始。

## 通学区域
- 下篠崎町全域
- 東篠崎一丁目全域
- 東篠崎二丁目三番から四番
- 南篠崎町五丁目十一番から十三番
- 篠崎町三丁目二十三番から三十三番